# ژان انسمینگر
ژان انسمینگر (انگلیسی: Jean Ensminger؛ زادهٔ ۱ ژانویهٔ ۱۹۵۲) اقتصاددان، و استاد دانشگاه اهل ایالات متحده آمریکا است. بورس تحصیلی او بر اقتصاد سیاسی آفریقا، توزیع جهانی ثروت، فساد در توسعه و دولت غیرمتمرکز متمرکز است.
وی همچنین برندهٔ جوایزی همچون کمک‌هزینه گوگنهایم شده است.